# Joana Hadjithomas
Joana Hadjithomas (Arabisch: جوانا حاجي توما) (Beiroet, 10 augustus 1969) is een Libanees filmregisseuse, scenarioschrijfster en filmproducent. Ze werkt sinds 1999 samen met haar echtgenoot Khalil Joreige.

## Biografie
Joana Hadjithomas werd in 1969 geboren in Beiroet en studeerde samen met Khalil, moderne literatuur aan de universiteit van Nanterre in Frankrijk en studeerde daarna filmregie aan de New York-universiteit in de Verenigde Staten. Zij is samen met Khalil Joreige actief als auteur, fotograaf, filmmaker, kunstenaar en docent. Hun werken bestaan uit boeken, foto- en video-installaties, korte films en speelfilms. Hun film Al bayt al zahr (Around the Pink House) werd in 1999 geselecteerd als Libanese inzending voor de Oscar voor beste niet-Engelstalige film maar niet genomineerd. Hun meest succesvolle film Yawmon Akhar (A Perfect Day) behaalde in 2005 verscheidene filmprijzen op internationale filmfestivals. Hadjithomas werd geselecteerd als jurylid voor de sectie Cinéfondation et des courts métrages van het filmfestival van Cannes 2015.

## Filmografie
- Al bayt al zahr (Around the Pink House) (1999)
- Khiyam (documentaire, 2000)
- Ramad (Ashes) (kortfilm, 2002)
- Al film al mafqud (The Lost Film) (documentaire, 2003)
- Yawmon Akhar (A Perfect Day) (2005)
- Open the Door please/Childhood (kortfilm, 2007)
- Je veux voir (I Want to See) (2008)
- The Lebanese Rocket Society (documentaire, 2012)
- ISMYRNA, in conversation with Etel Adnan (documentaire, 2016)
- Memory Box (2021)

## Prijzen en nominaties
De belangrijkste:
| Jaar | Prijs                    | Categorie         | Film          | Uitslag  |
| ---- | ------------------------ | ----------------- | ------------- | -------- |
| 2005 | Filmfestival van Locarno | Don Quixote Award | A Perfect Day | Gewonnen |
| 2005 | Filmfestival van Locarno | FIPRESCI-prijs    | A Perfect Day | Gewonnen |